# Crawfordville (Florida)
Crawfordville è un census-designated place (CDP) e unincorporated community degli Stati Uniti d'America, situato in Florida, nella contea di Wakulla, della quale è il capoluogo.